# 甲辰巷砖塔
甲辰巷砖塔位于中国江苏省苏州市姑苏区相门内干将东路甲辰巷南首，为五层八面的楼阁式塔，采用青砖仿木结构，高6.82米，底边宽0.51米。各层均以相间的菱角牙子和板檐砖叠涩挑出腰檐，檐下壁面隐出阑额、柱头枋与转角铺作，檐上架设平座，八面间隔辟壶门和隐出直棂窗，四门四窗的位置逐层相错。

## 历史
该塔始建年代不详，因其结构造型与苏州地区现存的宋代砖塔相似，且标示于宋代平江图上，故长期认为是宋塔，但对塔砖所做的“热释光”抽样测定显示其烧制于晚唐至五代末期，且塔在建造细节上尚存有一些唐代建筑的特征，故准确年代仍待考证。清代《吴门表隐》记载苏州城中有七座小型砖塔，今仅存此塔。民国时期塔身曾被围入民房，在1993年的维修中拆除民房辟为塔院，同时重建了第五层和塔顶、塔刹部分。